# Paweł Falicki
Paweł Barnaba Falicki (ur. 11 czerwca 1954 w Lublinie) – polski działacz opozycyjny w latach 80. XX wieku.
Absolwent III Liceum Ogólnokształcącego im. Adama Mickiewicza we Wrocławiu. Po studiach na Wydziale Matematyczno-Fizyczno-Chemicznym Uniwersytetu Wrocławskiego przez kilka lat był pracownikiem Instytutu Informatyki UWr, IMGW, a potem Instytutu Chemii Uniwersytetu Wrocławskiego. W 1976 został zarejestrowany przez Służby Bezpieczeństwa (Wydz. IV KW MO) we Wrocławiu jako tajny współpracownik „Barnaba”. Wyrejestrowano go po aresztowaniu w 1984. Po wprowadzeniu w Polsce stanu wojennego w 1981 roku był współzałożycielem Solidarności Walczącej, nielegalnej organizacji antykomunistycznej. Aresztowany w lutym 1984, zwolniony na mocy amnestii z 21 lipca 1984 (w ramach dodatkowych represji trafił na dwa tygodnie do szpitala psychiatrycznego). Publikował w prasie podziemnej, współdziałał przy emisjach nielegalnych audycji radiowych na terenie Wrocławia (zajmował się ich stroną organizacyjną).
W drugiej połowie lat 80. ub. wieku, po zwolnieniu z Uniwersytetu, podjął z przyjaciółmi działalność gospodarczą w zakresie informatyki. Wkrótce potem wyemigrował z rodziną do Holandii, gdzie – po kilku próbach kontynuowania działalności w zakresie informatyki i importu sprzętu komputerowego – założył firmę handlująca narzędziami ręcznymi. Po 12 latach utworzył w Świdniku polsko-holenderską firmę specjalizującą się w imporcie i eksporcie narzędzi.
Paweł Falicki pozostaje aktywnym publicystą, pisuje m.in. do periodyków: „Najwyższy Czas!”, „Rubikkon”, „Opcja na Prawo”. Wiosną 2006 roku założył miejski miesięcznik „Nowy Świdnik”, którego był redaktorem naczelnym; ukazało się sześć wydań tego czasopisma, po czym wydawanie zostało zawieszone.

## Źródła
- Archiwum Historii Mówionej Ośrodka „Karta”